# キハダ (植物)
キハダ（黄蘗、学名: Phellodendron amurense）はミカン科キハダ属の落葉高木。山地に生える。外樹皮を剥がすと見える内樹皮が黄色いのが特徴で、和名の由来となっている。この内樹皮は薬用にされ、オウバクという生薬になる。

## 名称
和名は、樹皮の表皮と内部の木質部との間にある内皮が、鮮やかな黄色であることから、「黄色い肌」の意に由来する。別名は、シコロ、シコロベ、オウバク（黄檗）、キハダが転訛してキワダのほか、内皮に苦味があることからニガキともよばれている。米倉浩司・梶田忠 (2003-)「BG Plants 和名－学名インデックス」（YList）によれば、ヒロハノキハダ、エゾキハダ、アムールキハダ、ミヤマキハダはキハダの別名とされる。
中国植物名（漢名）は、黃蘗／黄柏（おうばく）という。

## 分布・生育地

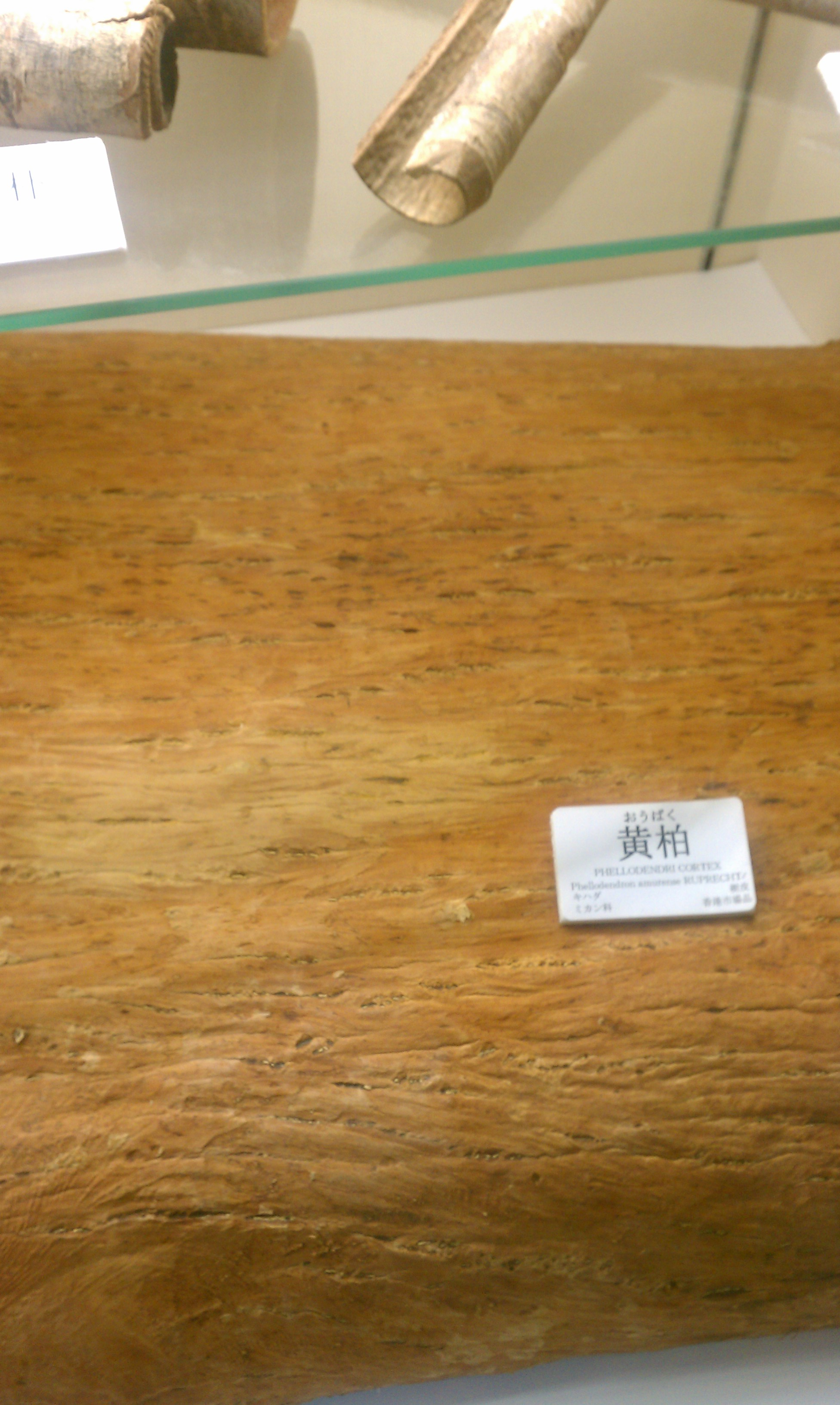
オウバク（生薬）

アジア東北部の台湾、朝鮮半島、中国の河北省から雲南省にかけて、またヒマラヤの山地に自生しており、日本では北海道（渡島半島・後志・胆振・日高・石狩）・本州・四国・九州に分布する。山地に生え、沢沿いに多い。

## 形態・生態
落葉高木で雌雄異株。樹高は10 - 25メートル (m)、目通り直径30センチメートル (cm) 程度になる。樹皮はコルク質で、成木の外樹皮は淡褐灰色から暗褐色で、縦に深い溝ができ、内樹皮は濃鮮黄色で厚い。若い樹皮はサクラに似ていて、赤褐色で滑らか、無毛である。
葉は、対生葉序で奇数羽状複葉、長さは20 - 45 cmある。小葉は5 - 13枚で、長さ5 - 10 cmの長楕円形、裏は白っぽく、葉縁は波状になる。春に冬芽から芽吹き、展開した後から花序も出てくる。
花期は5 - 7月。雌雄異株。本年生の枝先に円錐花序を出して、黄緑色の小さな花を多数つける。果期は10月。果実は核果で、直径10ミリメートル (mm) ほどの球形で緑色から黒く熟する。核は、柿の種のような形をしている。冬でも黒く熟した果実が雌株によく残っている。
冬芽は半球形の鱗芽で褐色をしており、落葉するまで葉柄基部に包まれている葉柄内芽である。芽鱗は2枚で、毛が密生する。枝先には仮頂芽を2個つけ、側芽は枝に対生する。冬芽を囲む大きな馬蹄形やU字形の葉痕が目立ち、維管束痕が3個つく。
カラスアゲハ、ミヤマカラスアゲハの幼虫が好む食草である。

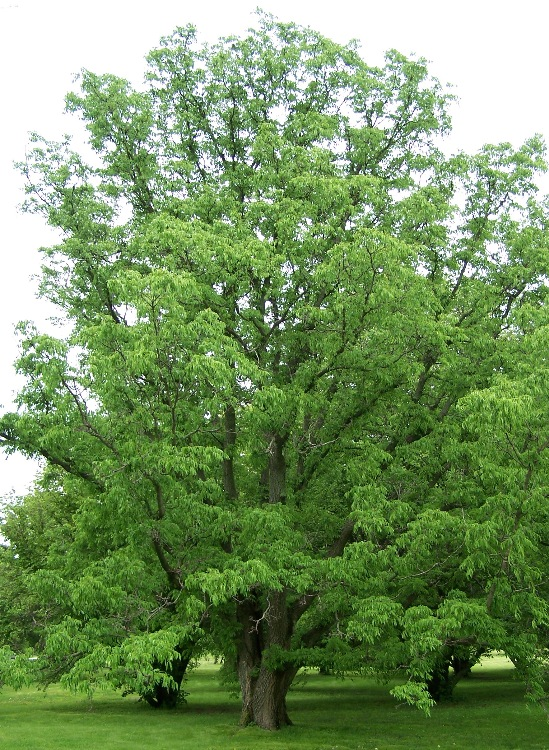
樹形
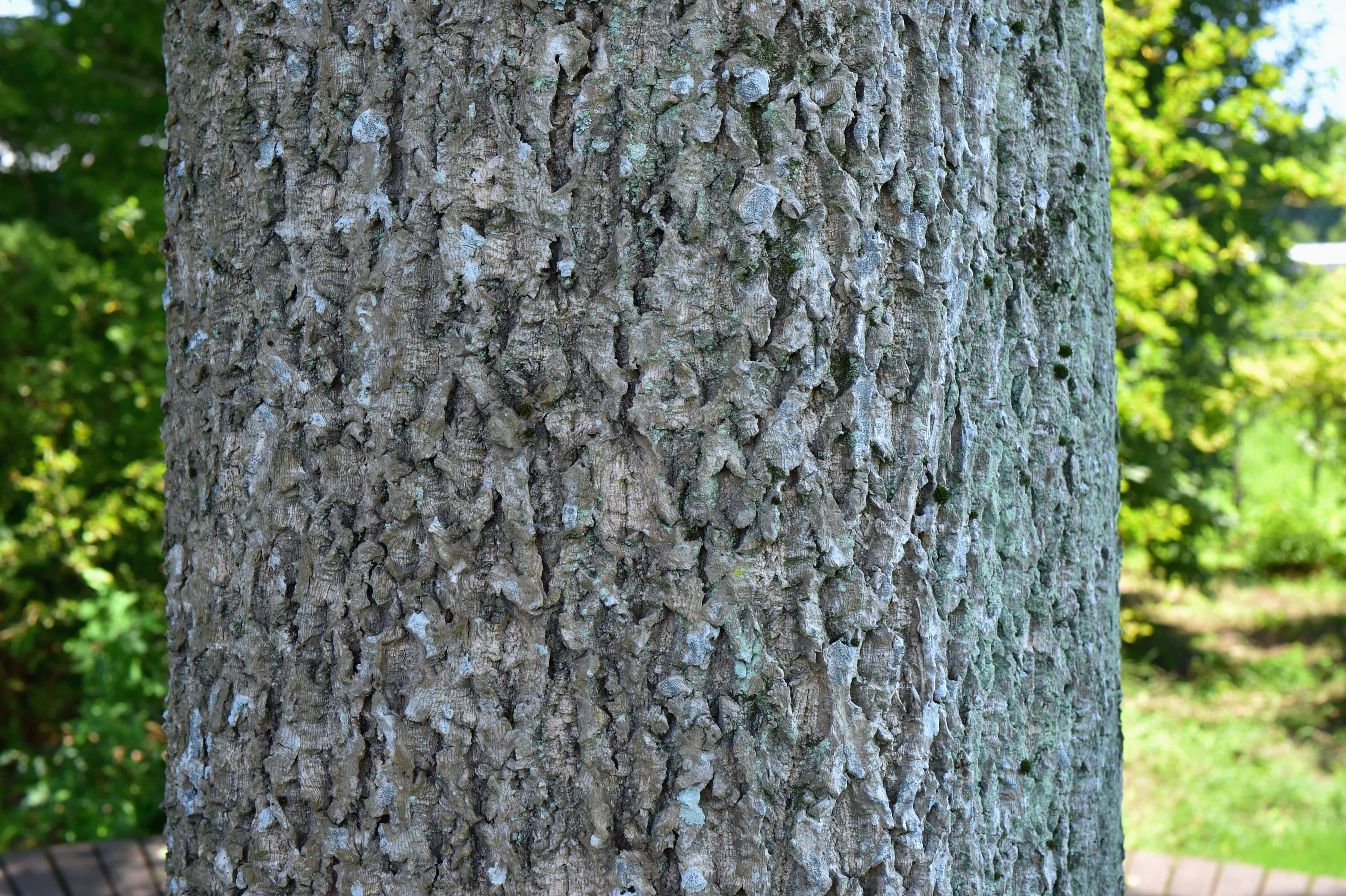
樹皮
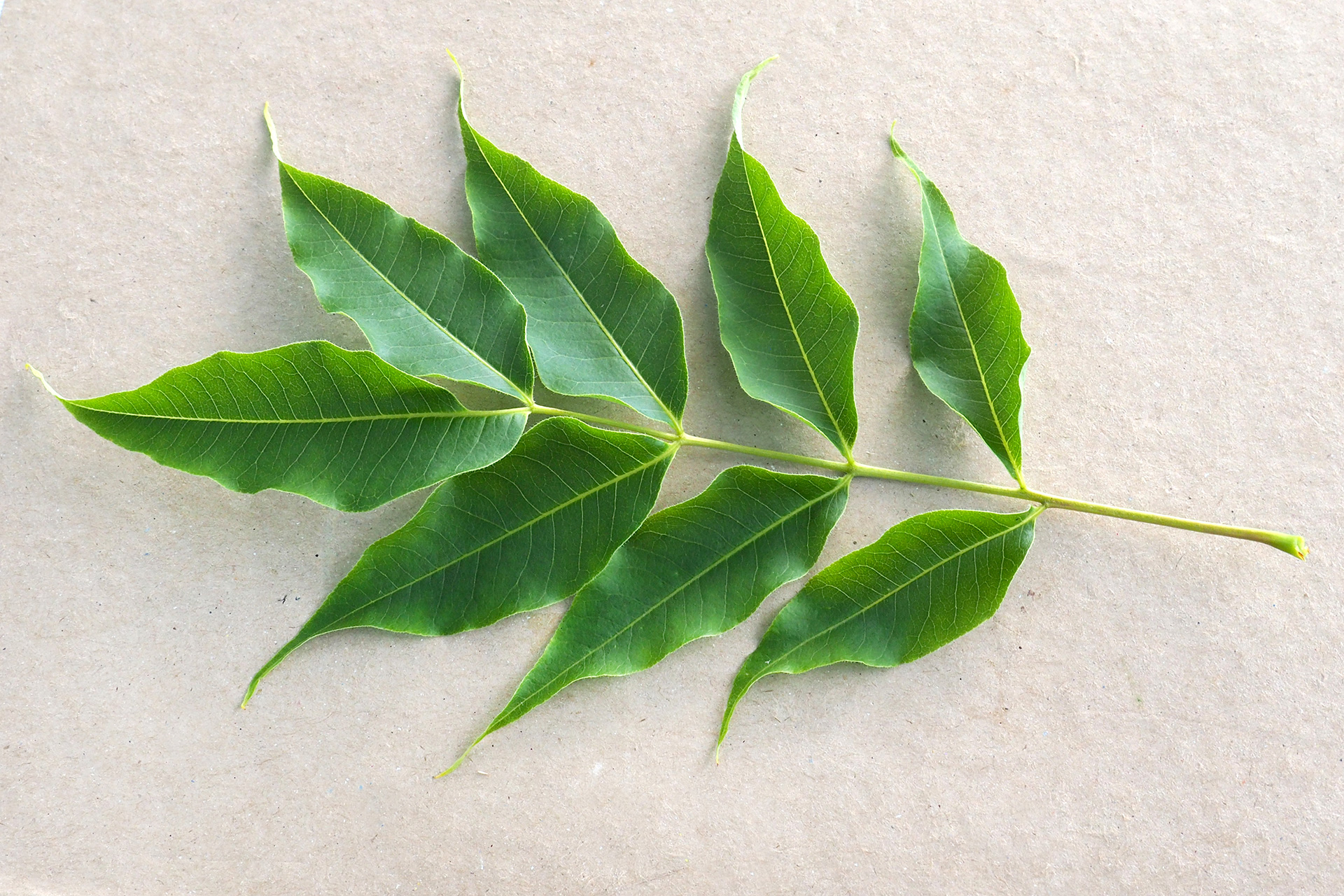
葉
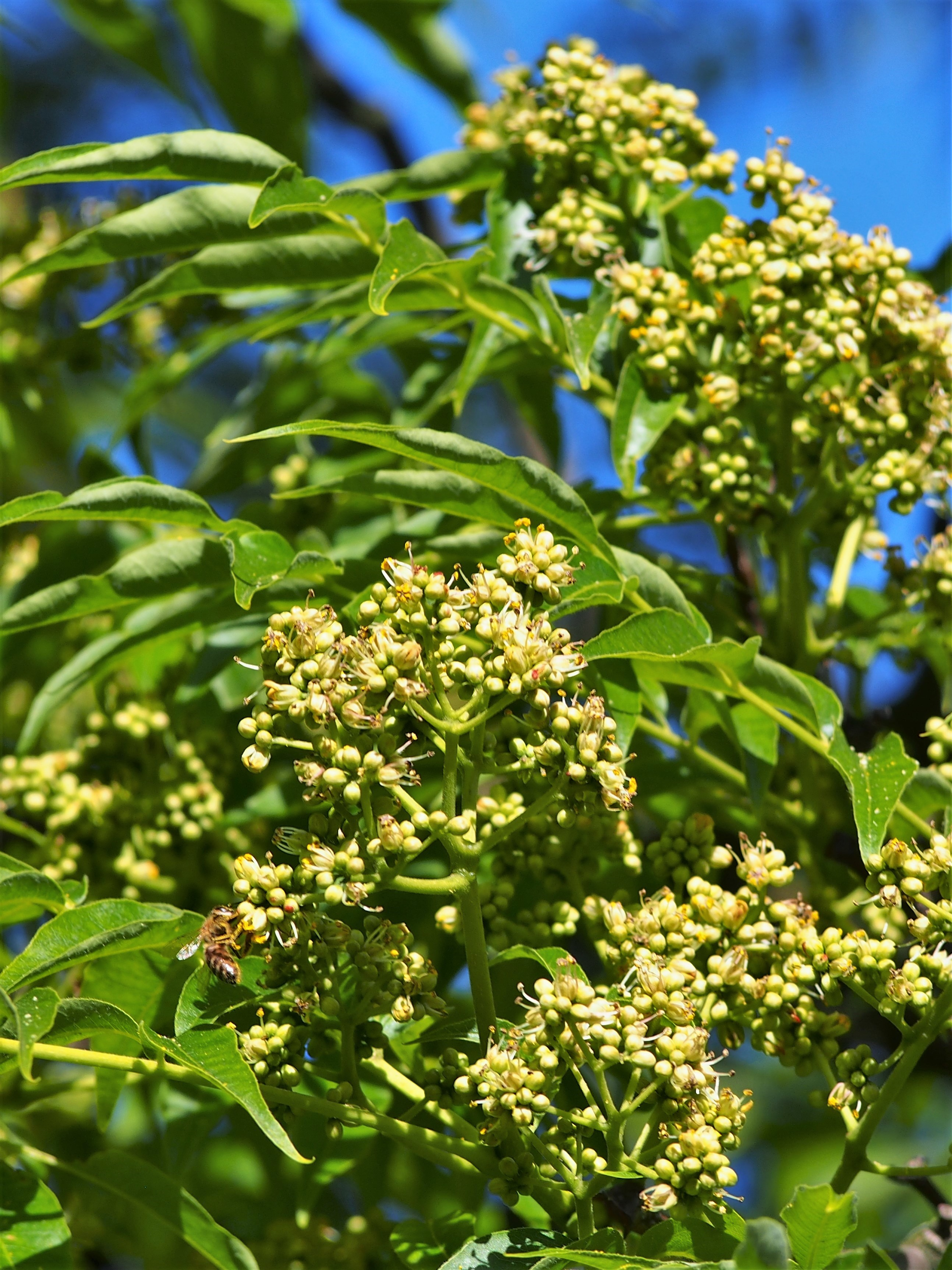
花序
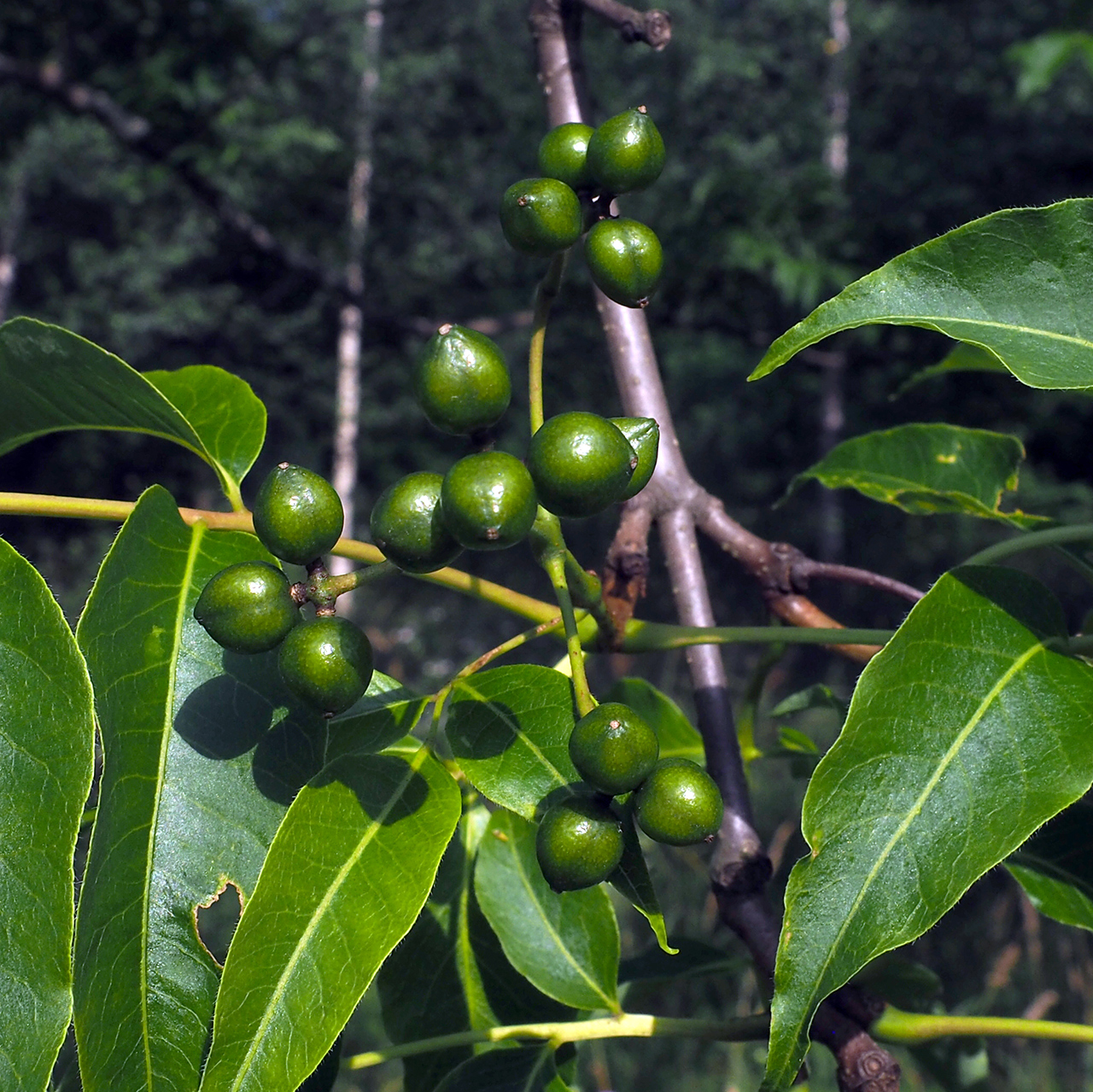
果実
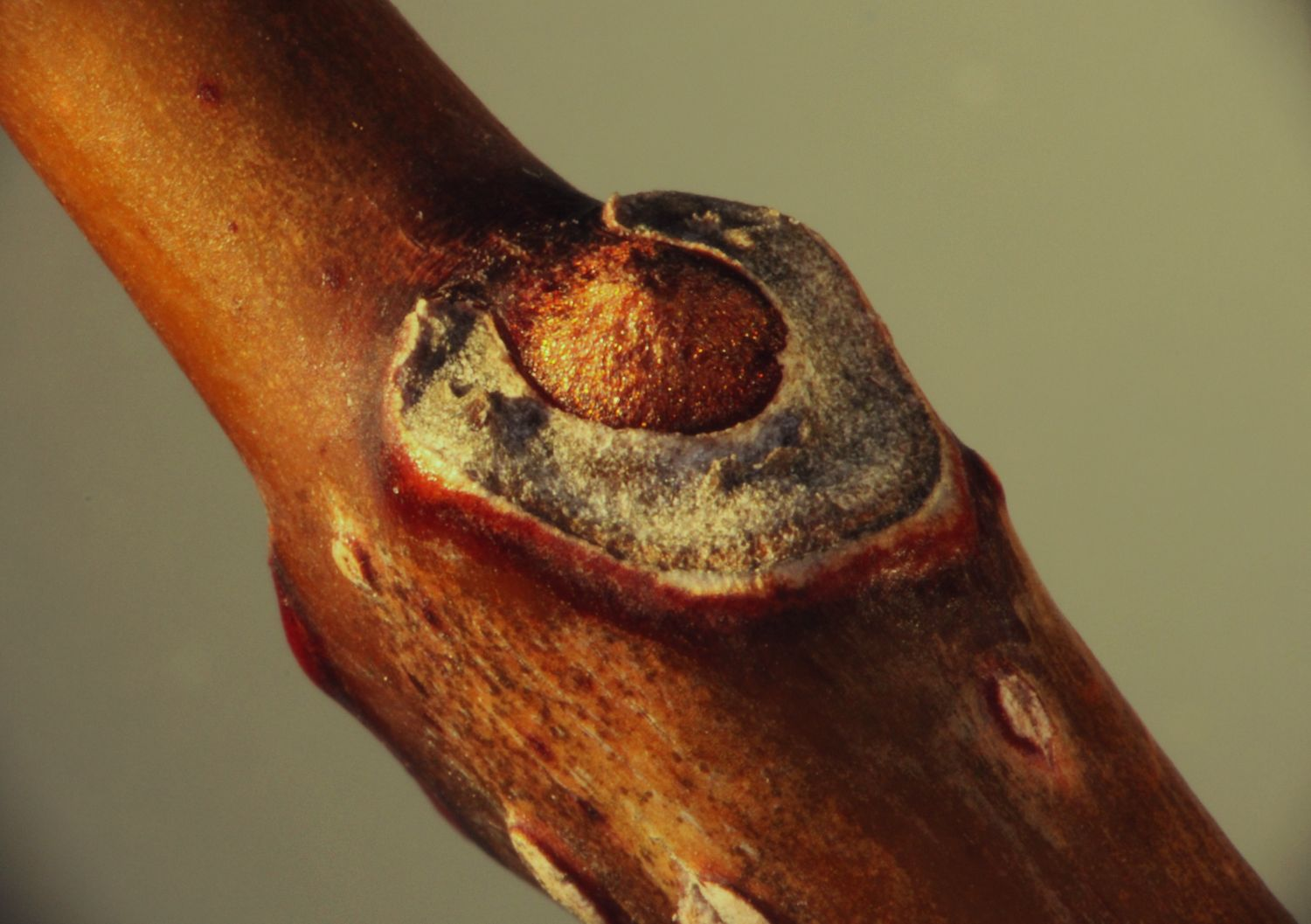
冬芽と葉痕

## 利用
樹皮からコルク質を取り除いて乾燥させたものは、生薬の黄檗（おうばく、黄柏）として知られ、薬用のほか染料の材料としても用いられる。蜜源植物としても利用される。

### 生薬
樹皮からコルク質・外樹皮を取り除いて乾燥させると生薬の黄柏（おうばく）となり、12 - 20年で採取できるようになる。樹皮が厚いほど良品とされる。夏のころ（6 - 7月）、樹液流動の盛んな時期に根際から切り倒して枝を払い、幹や枝の太い部分を1メートル間隔に輪状と縦傷をつけて切れ目を入れ、傷口にくさびを差し込んで樹皮をはぎ取り、外皮を除いて内皮の鮮黄色の部分を日干しして採取したものである。
黄柏にはアルカロイドのベルベリン、パルマチン、マグノフィリンをはじめ、オバクノン、タンニン、粘液質などの薬用成分が含まれており、特にベルベリンは苦味成分と抗菌作用を持つといわれる。主に苦味健胃、整腸剤として、製薬原料として用いられ、陀羅尼助、百草などの薬に配合されている。また、黄連解毒湯や加味解毒湯などの漢方方剤に含まれる。粘液質やタンニンには収斂や消炎作用があり、打ち身や捻挫に外用される。日本薬局方においては、黄柏を粉末にしたものを「オウバク末」として薬局などで取り扱われており、本種と同属植物を黄柏の基原植物としている。
民間療法では、胃炎、口内炎、急性腸炎、腹痛、下痢に、黄柏の粉末（オウバク末）1回量1グラムを1日3回服用する用法が知られている。強い苦味のため、眠気覚ましとしても用いられたといわれている。妊婦や胃腸が冷える人への服用は禁忌とされる。
このほか、打撲や捻挫、腰痛、関節リウマチなどに、中皮を粉末にして同量の小麦粉と合わせて酢でドロドロに練り、布やガーゼに塗って冷湿布にして患部に貼り、乾いたら張り替える。
アイヌは、熟した果実を香辛料として用いている。

### サプリメント
海外では、シナホオノキ の抽出物とキハダからの抽出物を合わせたサプリメント製品（リローラ、Relora®）が販売され、コルチゾールを低下させるとの報告がある。

### 染料
キハダは、黄蘗色（きはだいろ）ともよばれる鮮やかな黄色の染料で、黄色に染め上げる以外に赤や緑色の下染めにも利用される。なかでも、紅花を用いた染物の下染めに用いられるのが代表的で、紅花特有の鮮紅色を一層引き立てるのに役立っている。なお、キハダは珍しい塩基性の染料で、酸性でないとうまく染め上がらない。このため、キハダで下染めをした後は洗浄を十分にする必要がある。
虫食いを防ぐ効果を期待し、仏教経典用紙の染色にも使われた時代もある。現存する正倉院文書や薬師寺伝来の『魚養経』などは経年によって茶色く変色しているが、染めた直後は墨書された文字を映えさせる効果もある。

### 木材
キハダの心材も黄色がかっており、木目が明確であるため、家具材などに使用される。ただし、軽量で軟らかいため、あまりにも強い荷重がかかる場所には向いていない。一部では桑の代用材として使用されるが、その場合には桑との区別として「女桑」と表記される。